# Polyteisme
Polyteisme betyder flerguderi og betegner religioner med kosmologiske systemer, der omfatter mere end én gud. Betegnelsens blev oprindeligt brugt til at skelne monoteisme fra afguderi.[kilde mangler]
I praksis kan det være vanskeligt entydigt at skelne mellem polyteisme og monoteisme, da man indenfor polyteistiske kulturer ofte finder grupper eller individer, der kun dyrker én gud. Et eksempel er Hinduisme, hvor store grupper fx kun dyrker Vishnu, Shiva eller Kali, og som opfatter sin egen gud, som den eneste sande. Et andet eksempel er kristendommen, som traditionelt regnes for en monoteistisk religion, men også har elementer, der kan tolkes som polyteisme; bl.a. treenighedslæren, helgen og engeldyrkelse.[kilde mangler]

## Eksempler
- Nordisk religion og Asetro (moderne rekonstrueret religion)
- Shinto (Japansk religion, naturkræfter/guder og forfædreånder)
- Oldgræsk religions olympiske guder
- Romersk religion
- Oldægyptisk religion (fx Ra, Osiris og Amun)
- Oldarabisk religion (fx Manah, Uzza og Hubal)